# Николаевка (Николаевский сельсовет, Буда-Кошелёвский район)
Никола́евка (бел. Мікалаеўка) — агрогородок в Буда-Кошелёвском районе Гомельской области Белоруссии. Административный центр Николаевского сельсовета.

## География

### Расположение
В 27 км на север от районного центра и железнодорожной станции Буда-Кошелёвская (на линии Жлобин — Гомель), 75 км от Гомеля.

## Транспортная сеть
Транспортные связи по просёлочной дороге, затем по шоссе Довск — Гомель.
Планировка состоит из прямолинейной почти широтной улицы, застроенной двусторонне деревянными домами усадебного типа. В 1987 году построены кирпичные дома на 50 квартир, в которых разместились переселенцы из загрязнённых радиацией мест после Чернобыльской катастрофы.

## История
По письменным источникам известна с XIX века как деревня в Городецкой волости. Рогачёвского уезда Могилёвской губернии. Согласно инвентарю 1848 года во владении помещика были деревня и фольварк. В 1852—1867 годах работал сахарный завод. По ревизским материалам 1859 года в составе поместья Самойлов. По переписи 1897 года находились: хлебозапасный магазин, 2 ветряные мельницы, кузница.
В 1930 году организован колхоз. Во время Великой Отечественной войны оккупанты в 1944 году сожгли 47 дворов. За время войны погибли 105 жителей. С 28 июня 1973 года центр Николаевского сельсовета. Центр совхоза «Путь Ильича». Работают лесопилка, средняя школа, Дом культуры, библиотека, фельдшерско-акушерский пункт, детский сад, отделение связи, швейная мастерская, магазин.
В состав Николаевского сельсовета входили: до 1928 года посёлок Азетовка, до 1929 года посёлок Сборный, до 1930 года посёлок Михеев, до 1969 года посёлок Зелёный Кряж, деревня Анастасевка (не существуют).

## Население

### Численность
- 2018 год — 410 жителей.

### Динамика
- 1897 год — 53 двора, 335 жителей (согласно переписи).
- 1925 год — 62 двора, на хуторе 7 дворов.
- 1940 год — 73 двора, 269 жителей.
- 1959 год — 371 житель (согласно переписи).
- 2004 год — 150 хозяйств, 392 жителя.

## Культура
- Краеведческий музей ГУО «Николаевская средняя школа Буда-Кошелёвского района» (1972)

## Достопримечательность
- Могила участника Великой Отечественной войны Пономарёва С. А.

## Известные уроженцы
- С. А. Пономарёв — Герой Советского Союза
- Г. Я. Киселёв (18.5.1913 — 10.4.1970) — государственный деятель Белорусской ССР. С 1953 года министр культуры, с 1964 года министр просвещения БССР, в 1968—1970 гг. заместитель председателя Совета Министров БССР. Депутат Верховного Совета БССР (1951—1970). Заслуженный деятель культуры БССР (1963). Его имя носит деревенская средняя школа.